# Little Saigon, Houston

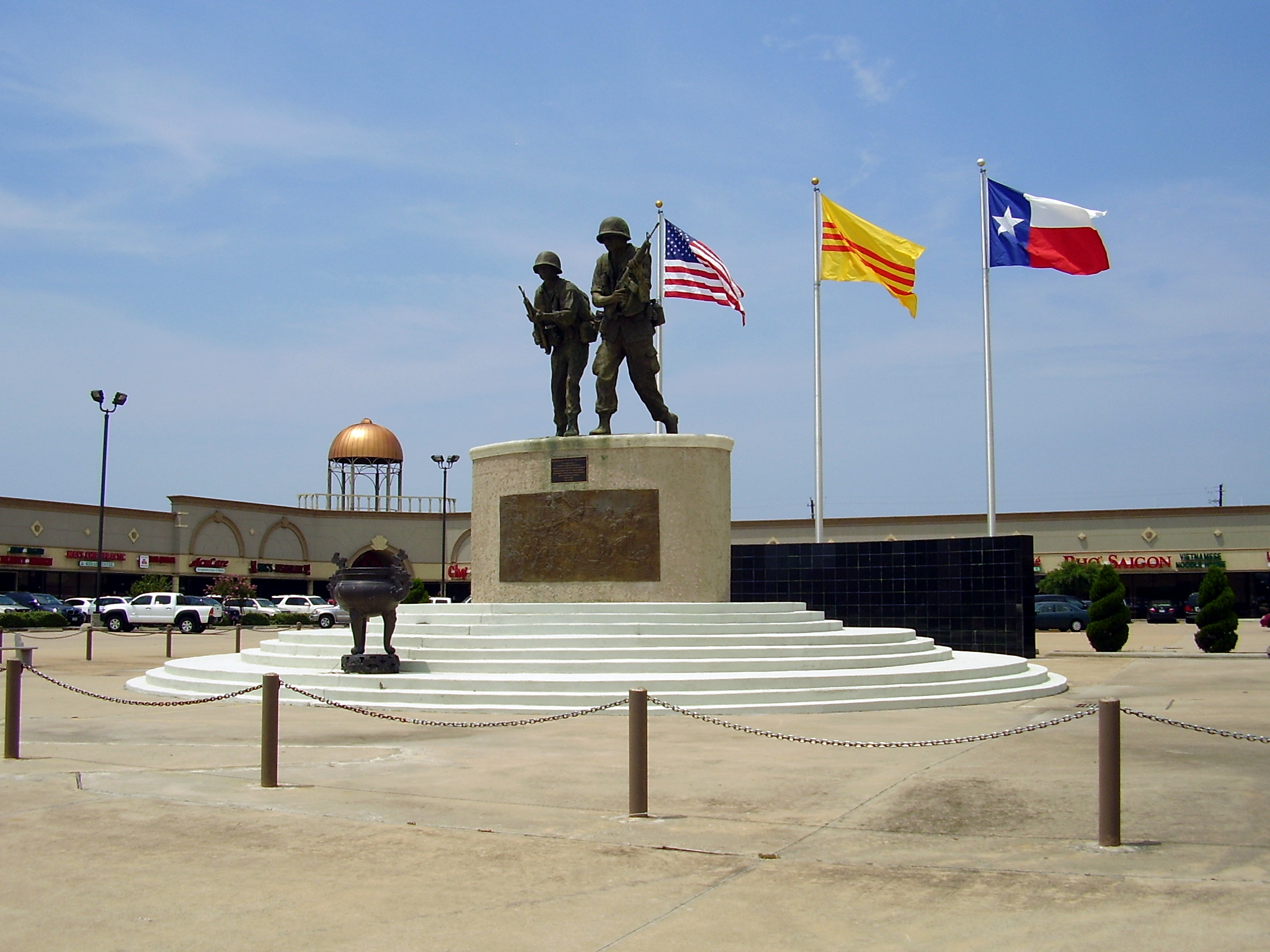
Đài tưởng niệm Chiến tranh Việt Nam tại Little Saigon, Houston, Texas, Hoa Kỳ.

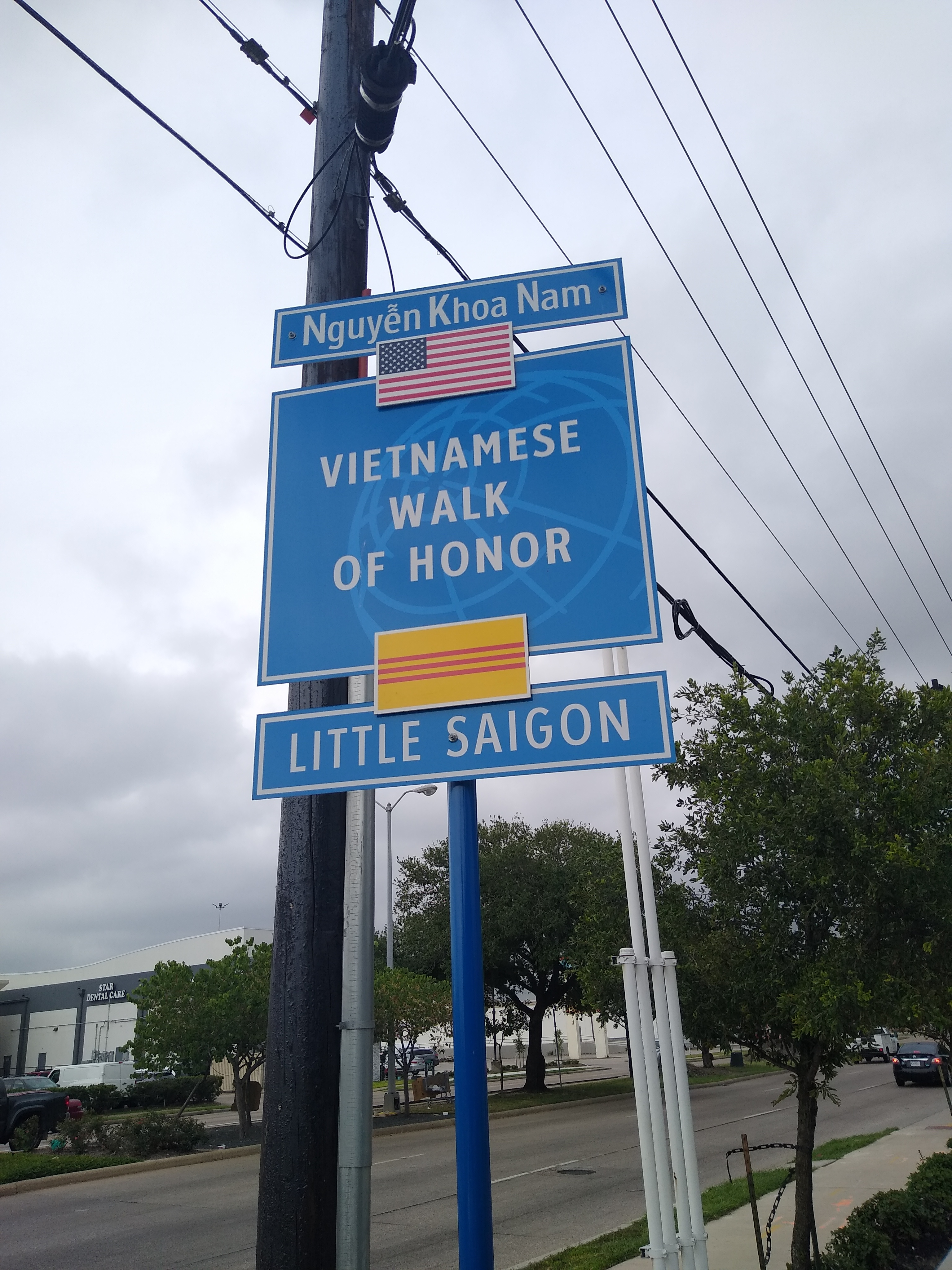
Biển báo Đại lộ Danh dự Việt Nam đặt tên Tướng Nguyễn Khoa Nam.

Little Saigon, còn được biết đến qua tên gọi phổ biến Vietnamtown hay đơn giản là Viet-Town, là một khu phố ở Houston, Texas tập trung trên Đại lộ Bellaire phía tây Chinatown. Đây là một trong những cộng đồng người Việt lớn nhất ở Mỹ.
Nó nằm trong Khu Quản lý Quốc tế. Vì khu phố này tiếp giáp với Chinatown nên có quan niệm sai lầm rằng đây là sự tiếp nối của Chinatown. Thế nhưng Little Saigon là khu phố đặc biệt của riêng mình. Đoạn Đại lộ Bellaire được Thành phố Houston chính thức đặt tên là Đại lộ Sài Gòn và các con phố giao nhau cũng được đặt tên tiếng Việt. Tại Thành phố Houston vào năm 2016, đã có kế hoạch chính thức định danh khu vực này là quận riêng của mình. Tuy nhiên, việc này đã bị người dân trong khu vực Alief bác bỏ. Đài phát thanh AM của người Mỹ gốc Việt Radio Saigon Houston được truyền đi trong khu vực lân cận.

## Lịch sử
Trước khi giới doanh nghiệp châu Á thành lập cửa hàng ở Tây Nam Houston, nhiều người trong số họ có trụ sở tại khu vực mà ngày nay gọi là East Downtown (EaDo). Khu vực này đã trải qua quá trình đô thị hóa vào đầu thập niên 1990 đến năm 2010, khiến những gì còn sót lại của giới doanh nghiệp châu Á bị lụi tàn. Kể từ thập niên 1990, các nhà phát triển châu Á bắt đầu định cư ở Tây Nam Houston, khu vực bị ảnh hưởng nặng nề bởi tình trạng dư thừa dầu mỏ trong suốt thập niên 1980. Giới doanh nghiệp gốc Việt đã thống trị khu vực dọc theo Đại lộ Bellaire phía tây Vành đai 8. Năm 2003, thiết kế của kiến trúc sư Nghiệp Nguyễn cho Đài tưởng niệm Chiến tranh Việt Nam đã nhận được tài trợ và sau đó ra mắt cư dân vào năm 2005. Đây từng là một trong những địa danh nổi bật nhất của Little Saigon.
Năm 2015, các thành viên hội đồng thành phố dưới sự lãnh đạo của Richard Nguyễn đã đặt tên đường xá Việt Nam trong khu phố này và bổ sung thêm biển báo tiếng Việt. Đoạn Đại lộ Bellaire giữa Vành đai 8 và Eldridge Parkway được định danh là Đại lộ Sài Gòn (Saigon Blvd). Ngoài ra, các con phố giao nhau và biển báo đường phố cũng được đặt tên tiếng Việt . Ngày nay, Little Saigon được biết đến với những lựa chọn ẩm thực chất lượng. Nhà hàng nổi tiếng Crawfish and Noodles đã xuất hiện trên nhiều chương trình của Travel Channel bao gồm Bizarre Foods America của Andrew Zimmern.

## Kinh tế
Đại lộ Bellaire bị giới doanh nghiệp Việt Nam và biển hiệu đường phố tiếng Việt chi phối. Kể từ thập niên 1980, giới doanh nghiệp châu Á không ngừng phát triển ở vùng Tây Nam Houston. Từ thập niên 2000, khu vực này đã trở thành điểm đến hàng đầu trong ngành nhà hàng. Thành viên Hội đồng Thành phố Houston người Mỹ gốc Việt là Steve Lê đã nỗ lực quảng bá khu vực này và tăng cường du lịch. Các biển hiệu đường phố tiếng Việt trong khu phố đã được thêm vào một phần do nỗ lực phát triển ngành du lịch. Nhiều nhà hàng Việt Nam mang tính biểu tượng nhất của Houston nằm trong khu vực này như Crawfish and Noodles, Pho Binh và Lee's Sandwiches. Đài phát thanh Radio Saigon Houston của người Mỹ gốc Việt được truyền tại Saigon Plaza.